# Hovhannes Zanazanyan
Hovhannes Harowt'yowni Zanazanyan (in armeno Հովհաննես Հարությունի Զանազանյան?, in russo Оганес Арутюнович Заназанян?, Oganes Arutjunovič Zanazanjan; Atene, 10 dicembre 1946 – Erevan, 4 ottobre 2015) è stato un calciatore e allenatore di calcio sovietico, dal 1991 armeno, di ruolo centrocampista.

## Carriera

### Club
Durante la sua carriera ha giocato con numerose squadre di club.

### Nazionale
Conta 6 presenze ed una rete con la nazionale sovietica.

## Palmarès

### Giocatore

#### Club
- Campionato sovietico: 1

Ararat: 1973
- Coppa dell'Unione Sovietica: 2

Ararat: 1973, 1975

#### Nazionale
- Bronzo olimpico: 1

Monaco di Baviera 1972